# Heather Wilson
Heather Ann Wilson, Heather Wilson (Keene, Nuevo Hampshire, 30 de diciembre de 1960) es una política estadounidense, y administradora académica  presidenta de la Universidad de Texas en El Paso. Anteriormente fue la 24.ª secretaria de la Fuerza Aérea de los Estados Unidos desde 2017 hasta 2019. Heather Wilson fue presidenta de la Escuela de Minas y Tecnología de Dakota del Sur, en Rapid City, de 2013 a 2017, y fue la primera mujer veterana del ejército elegida para un mandato completo en el Congreso. Fue miembro republicano de la Cámara de Representantes de los Estados Unidos por el primer distrito congresional de Nuevo México de 1998 a 2009.

## Biografía
Heather Wilson creció en torno a la aviación y esperaba convertirse en piloto como su padre y su abuelo antes que ella[1] Sus abuelos paternos nacieron en Escocia. Su abuelo, George Gordon "Scotty" Wilson, voló para la Real Fuerza Aérea en la Primera Guerra Mundial y emigró a Estados Unidos en 1922, donde fue piloto de aviación y operador de aeropuertos en las décadas de 1920 y 1930. Sirvió como piloto de mensajería durante la Segunda Guerra Mundial y fundó la Patrulla Aérea Civil de New Hampshire, de la que fue comandante de ala. Su padre empezó a volar a los 13 años y se alistó en las Fuerzas Aéreas de los Estados Unidos al terminar el instituto.
La Academia de las Fuerzas Aéreas de los Estados Unidos comenzó a admitir mujeres durante el tercer año de Heather Wilson en el instituto de Keene (Keene, New Hampshire). En la Academia, fue la primera mujer en dirigir la formación básica y la primera mujer vicecomandante de ala. Se graduó en 1982 como graduada distinguida (equivalente a magna cum laude). Wilson obtuvo una beca Rhodes para estudiar en la Universidad de Oxford y continuó su formación en el Jesus College, obteniendo un máster y un doctorado en relaciones internacionales en 1985.
En 1990, Oxford University Press publicó su libro, International Law and the Use of Force by National Liberation Movements El derecho internacional y el uso de la fuerza por parte de los movimientos de liberación nacional, que ganó el premio Paul Reuter del Comité Internacional de la Cruz Roja en 1988.
Oficial de las Fuerzas Aéreas durante siete años, Wilson fue negociadora y asesora política de las Fuerzas Aéreas de Estados Unidos en el Reino Unido, y oficial de planificación de la defensa para la OTAN en Bélgica, donde su trabajo incluyó las negociaciones sobre el control de armas.
Mientras era secretaria de las Fuerzas Aéreas, Heather Wilson se centró en restaurar la preparación de las fuerzas, que había disminuido tras años de combate y restricciones presupuestarias. Propuso y apoyó tres años consecutivos de aumentos presupuestarios de dos dígitos para la capacidad espacial militar y reconoció públicamente que el espacio probablemente se disputará en cualquier conflicto futuro. Heather Wilson también dirigió la aplicación de la reforma de las adquisiciones para reducir el tiempo de entrega de la capacidad militar al combatiente y aumentar la competencia facilitando a las empresas innovadoras el suministro a las Fuerzas Aéreas. Tras su jubilación, Heather Wilson recibió el reconocimiento de las Fuerzas Aéreas, el Ejército, la Marina y el Departamento de Defensa por su excelente servicio.
Durante su estancia en la Cámara de Representantes de los Estados Unidos, Heather Wilson se centró en cuestiones de seguridad nacional, formando parte del Comité Permanente Selecto de Inteligencia de la Cámara de Representantes de los Estados Unidos y del Comité de Servicios Armados de la Cámara de Representantes de los Estados Unidos. También se centró en la atención sanitaria, la energía, la fabricación y el comercio, y las telecomunicaciones, formando parte del Comité de Energía y Comercio de la Cámara de Representantes de los Estados Unidos. El 7 de marzo de 2011, anunció que se presentaría de nuevo al Senado en 2012 para sustituir al senador Jeff Bingaman, que se jubila, pero perdió las elecciones generales frente al demócrata Martin Heinrich, su sucesor en la Cámara de Representantes.
En abril de 2013 y hasta 2017 fue seleccionada para ser presidenta de la Escuela de Minas y Tecnología de Dakota del Sur por la Junta de Regentes de Dakota del Sur.
Abandono la presidencia  para aceptar el nombramiento de secretaria de la Fuerza Aérea. Fue la decimoctava presidenta, y la primera mujer presidenta, de SD Mines. Por recomendación del secretario de Defensa James Mattis, el 23 de enero de 2017 el presidente Donald Trump anunció que nominaría a Heather Wilson como secretaria de la Fuerza Aérea. El Senado de los Estados Unidos confirmó su nominación el 8 de mayo de 2017, y Mattis la describió como una líder para todas las estaciones.
El 8 de marzo de 2019, Heather Wilson dijo que renunciaría a su cargo de Secretaria, a partir del 31 de mayo de 2019, para asumir el cargo de Presidenta de la Universidad de Texas en El Paso.

## Trayectoria profesional

### Consejo de Seguridad Nacional
Heather Wilson sirvió en las Fuerzas Aéreas de los Estados Unidos hasta 1989, cuando fue elegida como directora de Política de Defensa Europea y Control de Armamentos en el personal del Consejo de Seguridad Nacional, el principal foro del Presidente para considerar asuntos de seguridad nacional y política exterior con sus asesores superiores de seguridad nacional y funcionarios del gabinete. Desde su creación bajo el mandato del presidente Truman, la función del Consejo ha sido asesorar y asistir al presidente en materia de seguridad nacional y política exterior. El Consejo también es el principal brazo del Presidente para coordinar estas políticas entre las distintas agencias del gobierno. Trabajó para el presidente republicano George H. W. Bush Sus principales responsabilidades incluían guiar la posición de Estados Unidos en las negociaciones de las Fuerzas Convencionales en Europa (FCE) y los asuntos de la OTAN durante el periodo de la caída del Muro de Berlín y el colapso del Pacto de Varsovia

### Keystone Internacional
Tras dejar el gobierno en 1991, Wilson fundó Keystone International, Inc. en Albuquerque, Nuevo México, para promover el desarrollo empresarial en Estados Unidos y Rusia.

### Administración del gobernador Johnson
En 1995, el gobernador Gary Johnson nombró a Wilson Secretaria del Gabinete del Departamento de Niños, Jóvenes y Familias de Nuevo México, un organismo estatal con 2.000 empleados y un presupuesto de 200 millones de dólares. Durante su mandato, Wilson dirigió los esfuerzos para reformar las leyes de bienestar infantil, modernizar el sistema de justicia juvenil y mejorar la educación infantil. Este cargo la llevó a interesarse intensamente por Medicare y Medicaid y por las formas de mejorar el sistema para garantizar la salud del pueblo estadounidense y de la industria sanitaria americana. Bajo su dirección, el departamento abrió un campo de trabajo para menores y un centro de seguridad para jóvenes delincuentes no violentos. Eliminó las esperas para las guarderías subvencionadas por el Estado, renovó el programa de acogida y agilizó las adopciones. También fue una de las artífices y la principal defensora de la agenda educativa del gobernador, que incluía una ley que permitía las escuelas concertadas, la realización de pruebas anuales y más autoridad presupuestaria para los consejos escolares locales.

## Cámara de Representantes de los Estados Unidos

### Elecciones

#### Elecciones especiales de 1998
El congresista republicano Steven Schiff, que lleva cinco mandatos, declaró que no se presentaría a la reelección en febrero de 1998 debido a su batalla contra el carcinoma de células escamosas. Wilson renunció a su puesto en el gabinete para presentarse a las primarias republicanas. Consiguió el apoyo de Schiff y del senador Pete Domenici. Domenici calificó a Wilson como "el candidato a la Cámara de Representantes más brillantemente cualificado de todo el país". Tras la muerte del congresista Schiff en marzo, se anunció una elección especial para el 23 de junio. Wilson ganó las primarias republicanas para las elecciones generales con un 62% de los votos," lo que la impulsó a una victoria considerable en las primarias del 2 de junio para las elecciones de otoño contra el senador estatal conservador William F. Davis".
Tres semanas después de ganar las primarias, Wilson ganó las elecciones especiales con el 44 por ciento de los votos en una carrera de cuatro contra el senador estatal demócrata Phil Maloof, el candidato del Partido Verde Robert L. Anderson y el candidato del Partido Libertario Bruce Bush. Tomó posesión del cargo el 25 de junio de 1998, convirtiéndose en la primera mujer desde Georgia Lusk en 1946, y la primera mujer republicana de la historia, en representar a Nuevo México.
La elección especial estableció un récord en cuanto a la infusión de dinero del partido. Para la elección especial del 23 de junio, Maloof gastó 3,1 millones de dólares, de los cuales aproximadamente 1,5 millones procedían de la fortuna de la familia Maloof y 1 millón de dólares de comités. Wilson recibió 1 millón de dólares de varios comités del GOP y recaudó ella misma 1,5 millones de dólares adicionales.
La elección especial también dio a conocer un suceso ocurrido en 1996, cuando Wilson hizo que los registros de los padres adoptivos de su familia se trasladaran a un lugar más seguro. Tras completar una investigación, el exfiscal Bob Schwartz confirmó que el archivo estaba intacto, era accesible para el Departamento y no había sido manipulado y seguía bajo la custodia del Departamento, disponible para cualquier uso oficial pero no disponible para ella más que a través del proceso que todos los padres de acogida deben utilizar para acceder a sus registros. Wilson presentó una declaración jurada del Consejero General del Departamento en la que se afirmaba que el expediente permanecía intacto y no estaba a su disposición durante su mandato como Secretaria del Gabinete.

#### 1998
Menos de cinco meses después, en las elecciones generales, Wilson volvió a enfrentarse a Phil Maloof. Esta vez, ganó un mandato completo, derrotando a Maloof por un 48% contra un 41%. Maloof volvió a superar a Wilson, gastando 5 millones de dólares adicionales frente a los 1,1 millones de Wilson, lo que la convirtió en la carrera por la Cámara de Representantes más cara de la historia de Nuevo México.

#### 2000
Wilson consiguió derrotar a su oponente demócrata, el exfiscal de los Estados Unidos John J. Kelly, por cinco puntos.

#### 2002
Wilson lo tuvo algo más fácil en 2002, al derrotar al Presidente Pro Tem del Senado Estatal, Richard M. Romero, por 10 puntos.

#### 2004
En 2004, Wilson volvió a enfrentarse a Romero. El gasto externo en la elección fue el 15º más alto de todas las elecciones a la Cámara de Representantes de ese año, con un total de 2.499.980 dólares. El Comité Nacional Republicano del Congreso gastó 1.085.956 dólares en la carrera. El Comité Demócrata de la Campaña del Congreso gastó 1.296.402 dólares.
Wilson y otros 66 candidatos recibieron donaciones de 10.000 dólares del comité de acción política Americans for a Republican Majority (ARMPAC) del entonces líder de la Cámara de Representantes, Tom DeLay. El 24 de abril de 2007, ARMPAC presentó los documentos de rescisión ante la Comisión Federal de Elecciones. Wilson devolvió la donación de 10.000 dólares de ARMPAC.
Durante la campaña de reelección de Wilson en 2004, Romero difundió anuncios en los que se sugería que sus votos en el Congreso ayudaban a Osama bin Laden porque había votado en contra de un proyecto de ley que exigía la inspección de las bodegas de carga. La campaña de Wilson respondió con un anuncio político en el que se afirmaba que Romero "votó en contra de la pena de muerte para los pederastas que asesinan a sus víctimas".
Wilson ganó las elecciones por ocho puntos.

#### 2006
En las elecciones de 2006, Heather Wilson se enfrentó a la fiscal general de Nuevo México, Patricia A. Madrid, y una encuesta realizada entre el 24 y el 29 de octubre antes de las elecciones por Reuters/Zogby mostraba que Madrid aventajaba a Wilson por 53-44.Wilson ganó las elecciones por 875 (de 211.000) votos, o un 0,4%.

#### Cargo
Wilson fue la primera mujer en representar a Nuevo México desde Georgia Lusk en la década de 1940. Wilson fue miembro de la Republican Main Street Partnership, una coalición de líderes republicanos centristas. Wilson ha aparecido en el programa de HBO Real Time with Bill Maher.
El 10 de octubre de 2002, junto con otros 213 republicanos y 81 demócratas, Wilson votó a favor de autorizar el uso de la fuerza militar contra Irak.
El Albuquerque Journal informó de varios casos en 2004 en los que Wilson actuó en contra de los intereses republicanos: exigiendo a la administración Bush que diera a conocer las cifras de los costes de su plan de medicamentos recetados, criticando al secretario de Defensa Donald Rumsfeld por no haber respondido adecuadamente a las violaciones de las Convenciones de Ginebra durante una audiencia sobre Abu Ghraib, y oponiéndose a una medida de los republicanos de la Cámara de Representantes para proteger a Tom DeLay de su escándalo de recaudación de fondos. Aunque los críticos dijeron que se trataba de movimientos calculados para moderar su imagen de cara a las próximas elecciones, Wilson perdió posteriormente su puesto en el Comité de Servicios Armados de la Cámara de Representantes debido a las acciones del republicano Joe Barton, aliado de DeLay.

#### Ley de Modernización, Mejora y Prescripción de Medicamentos de Medicare de 2003
En 2003, Wilson se unió a 221 republicanos y a un demócrata para votar en contra de la Moción para Recomponer la Ley de Modernización de Medicamentos Recetados de Medicare de 2003 (HR 1). La moción habría eliminado secciones enteras del proyecto de ley de compromiso conjunto de la Cámara de Representantes y el Senado y las habría sustituido por la versión respectiva del Senado.

#### Ley de aplicación de la decencia en la radiodifusión
El 21 de enero de 2004, el congresista Fred Upton presentó una ley para aumentar las multas y sanciones por violar las prohibiciones contra la difusión de lenguaje obsceno, indecente o profano. El 11 de febrero de 2004, el Subcomité de Energía de la Cámara de Representantes de Estados Unidos sobre Telecomunicaciones e Internet celebró una audiencia sobre el proyecto de ley, en la que testificaron representantes de la Comisión Federal de Comunicaciones, de las principales empresas de radiodifusión y de la Liga Nacional de Fútbol Americano. Durante la audiencia, Wilson denunció a Karmazin[54] diciendo: "Sabías lo que estabas haciendo. Sabías qué tipo de entretenimiento vendías y querías que todos estuviéramos alborotados, aquí en esta sala y en el patio de la escuela de mis hijos, porque eso mejora tus índices de audiencia. El proyecto de ley, H.R. 3717,fue aprobado por la Cámara de Representantes el 26 de marzo de 2004 por 391 votos a favor, 22 en contra y 1 a favor.

#### Vigilancia doméstica sin orden judicial de la NSA
El 7 de febrero de 2006, Wilson, en calidad de presidenta del Subcomité de Inteligencia Técnica y Táctica de la Cámara de Representantes, solicitó una investigación completa del Congreso sobre la vigilancia sin orden judicial de la NSA. Eric Lichtblau, de The New York Times, dijo que "el malestar de la congresista con la operación parece reflejar la profundización de las fisuras entre los republicanos sobre la base legal del programa y sus responsabilidades políticas". En una entrevista para el artículo, Wilson dijo: "El presidente tiene su deber, pero yo también tengo el mío, y me siento fuertemente en ello".

#### Fiscal de EE.UU. cesado
Wilson fue acusado, y posteriormente absuelto, de influir en el despido de un fiscal de EE. UU. En febrero de 2007, el exfiscal federal David Iglesias alegó que la competitiva campaña de 2006 de Wilson para la reelección en la Cámara de Representantes fue una razón importante para su despido del Departamento de Justicia. En una declaración de marzo de 2007, Wilson dijo que una llamada realizada en octubre a Iglesias fue para resolver una acusación de incorrección ética hecha contra Iglesias, que éste negó. Iglesias nunca denunció el contacto, como le exigían las normas del Departamento de Justicia. En julio de 2007, el Comité de Ética de la Cámara de Representantes de los Estados Unidos decidió no proceder a ninguna investigación sobre Wilson. El Departamento de Justicia también hizo una revisión y el asunto se cerró a partir de entonces.

#### Historial medioambiental
Wilson fue miembro de la Republican Main Street Partnership, cuyos presidentes presentaron una ley para convertir la Agencia de Protección Medioambiental de Estados Unidos (EPA) en un departamento del gabinete.
Wilson, junto con 80 demócratas y otros 215 republicanos, apoyó la aprobación en la Cámara de Representantes del informe de la conferencia sobre la Ley de Restauración de Bosques Saludables, que, según los opositores, "reduciría y agilizaría las revisiones ambientales y judiciales de los proyectos de raleo de bosques".
Wilson, 36 demócratas y otros 192 republicanos apoyaron la aprobación en la Cámara de Representantes de la Ley de Recuperación de Especies Amenazadas y en Peligro de 2005, que habría enmendado y reautorizado la Ley de Especies en Peligro de 1973 para proporcionar mayores resultados en la conservación y recuperación de las especies incluidas en la lista, y para otros fines.
El Fondo de Acción de la Liga de Votantes por la Conservación (LCV), el Comité de Acción Política (PAC) del grupo de defensa política, incluyó a Wilson en su lista de la "Docena Sucia" de 2006 de miembros del Congreso a los que la LCV pretendía derrotar en las elecciones de 2006.
El LCVAF también emitió un comunicado de prensa en el que se criticaba a Wilson por votar en contra de un fondo de 58 millones de dólares para medidas voluntarias de conservación en el estado.

#### Asignaciones en comités[54]
- Comisión de Energía y Comercio de la Cámara de Representantes de Estados Unidos, 105.º Congreso (1997-1998) hasta su jubilación tras el 110.º Congreso (2007-2008).
- Subcomité de Energía y Calidad del Aire
- Subcomisión de Medio Ambiente y Materiales Peligrosos
- Subcomisión de Salud
- Subcomité de Telecomunicaciones e Internet
- Comité Permanente Selecto de Inteligencia de la Cámara de Representantes de Estados Unidos, 106.º Congreso (1999-2000), 109.º Congreso (2005-2006) y 110.º Congreso (2007-2008)
- Subcomité de Inteligencia Técnica y Táctica (presidente y miembro de rango)
- Subcomité de Supervisión e Investigaciones
- Comité de Servicios Armados de la Cámara de Representantes de los Estados Unidos, 107.º Congreso (2001-2002) y 108.º Congreso (2003-2004)

### Campaña al Senado de Estados Unidos en 2008
Wilson fue derrotado en las primarias del 3 de junio de 2008 contra el congresista Steve Pearce por un margen de 51% a 49%. Wilson apoyó inmediatamente la candidatura de Pearce, diciendo que los republicanos no tienen "tiempo para la decepción ni para la amargura. Los republicanos han hecho su elección y yo la acepto de buen grado". En las elecciones generales, Pearce fue derrotado de forma abrumadora por el congresista Tom Udall, por un 61% a 39%.

### Campaña para el Senado de los Estados Unidos en 2012
El 6 de noviembre de 2012, el actual senador estadounidense demócrata Jeff Bingaman decidió retirarse en lugar de presentarse a la reelección para un sexto mandato. Wilson ganó la candidatura republicana para sucederle y se enfrentó al demócrata Martin Heinrich, que había sucedido a Wilson en el Congreso. En las elecciones generales, Heinrich derrotó a Wilson por 51% a 45%.

## Premios y reconocimientos
- 1988 ganó el segundo premio Reuter de la historia.[6]

- El 2 de marzo de 2020, el presidente Trump nombró a Heather Wilson miembro del Consejo Nacional de Ciencias.[60]